# Сабо Йожеф Йожефович
Йо́жеф Йо́жефович Са́бо (угор. Szabó József; 29 лютого 1940, Ужгород, Угорщина) — радянський і український футболіст та тренер, етнічний угорець. Заслужений майстер спорту СРСР. Заслужений тренер України. У 1994 та 1996—1999 роках тренував національну збірну України, провівши у ранзі наставника 32 матчі — четвертий показник в історії збірної після Олега Блохіна, Андрія Шевченка та Михайла Фоменка. Кінець вересня-жовтень 2007 — головний тренер «Динамо» (Київ).

## Життєпис

### Особисте життя
Йожеф Сабо народився 29 лютого, у 1940-й високосний рік, у родині етнічного мадяра, в Ужгороді, що на той час належав до Угорського королівства. Йожеф був сьомою дитиною в родині.

### Ігрова діяльність
Вихованець ужгородського футболу. Перший тренер — Золтан Степанович Дьйорфі. На любительському рівні (у чемпіонаті України серед колективів фізкультури) виступав за «Хімік» з Калуша (1957 рік). У юному віці грав на вістрі нападу і чимало забивав. Згодом два неповних сезони (1958 і 1959) провів у класі «Б» чемпіонату СРСР за «Спартак» (Ужгород).
У середині 1959 року трьох закарпатських гравців — воротаря Андрія (Андреаса) Гаваші, оборонця Василя Турянчика та атакувального півзахисника Йожефа Сабо вирішило перетягнути до своїх лав київське «Динамо», найвпливовіший клуб УРСР. Ця трійця дебютувала 1 червня 1959 у товариському матчі проти англійського клубу «Тоттенгем Готспур». Гаваші провів у Києві тільки 2 сезони, а Турянчик та Сабо стали ключовими футболістами «Динамо» у 60-х роках. Сабо відразу став гравцем основного складу і діяв на правому боці півзахисту. Встигав не лише нападати а й відпрацьовував під час оборони воріт. У скандальній грі з «Торпедо» Москва у 1963 р. за нанесення травми супернику був дискваліфікований на рік і відправлений до військової частини ВВ, де числився. Лише через вісім місяців завдяки В. Маслову повернувся у великий футбол.1965 року, ставши віце-чемпіоном у складі «Динамо», закарпатський футболіст увійшов до списку «33 найкращих», який складають за підсумками сезону. На своїй позиції у півзахисті Сабо був під 1 номером, випередивши «торпедівця» Валерія Вороніна, зірку не лише радянського, а й європейського футболу.
Вперше вийшов у складі збірної СРСР 3 жовтня 1965 у товариській грі проти Греції. Ця гра для радянських футболістів була елементом підготовки до чемпіонату світу 1966, на якому збірна СРСР посіла 4 місце, а Сабо провів 4 з 6 ігор, пропустивши тільки останній матч групового раунду, та через травму, отриману в 1/2 фіналу з ФРН, матч за 3 місце. Збірна вихід у чвертьфінал вже забронювала, тому кілька ключових футболістів не виступало, а замість них вийшли резервісти. Збірна СРСР дійшла до півфіналу, де поступилася команді ФРН, а у грі за 3-тє місце — Португалії.
Від 1966 до 1968 року «Динамо» (Київ) тричі поспіль ставало чемпіоном Радянського Союзу, а Сабо був одним з ключових футболістів. 1968 перед матчами з Угорщиною в 1/4 фіналу ЧЄ разом з кількома гравцями збірної був звинувачений у порушенні спортивного режиму і відсторонений від збірної, до якої повернувся 1971 року і взяв участь в Олімпіаді в Мюнхені 1972 року. Кар'єру завершував у ворошиловградській «Зорі» (1970) та московському «Динамо» (1971—1972).

### Стиль гри
Швидко орієнтувався у кожній ігровій ситуації, мав потужний та точний удар як з лівої так і з правої ноги. Добре виконував пенальті. Часто виходив на вістря атаки і діяв на місці центрфорварда. Жорстко діяв у єдиноборствах, надійно діяв під час персональної опіки суперника.

### Тренерська діяльність
Йожеф Сабо починав тренерську кар'єру у «Зорі» (1977 рік), з якою в Чемпіонаті СРСР посів досить високе 9 місце. Потім тренував київський «СКА», який впевнено вів до перемоги в другій лізі чемпіонату СРСР, проте, ще до закінчення турніру, отримав запрошення від вищолігового «Дніпра», яке претендувало на виліт. Завдання зберегти команду у вищій лізі Сабо не виконав, а після 17 місця наступного року вже у першій лізі, тренера звільнили з посади.

#### Збірна України
Вперше Йожеф Сабо тренував збірну на двох матчах кваліфікації до ЧЄ-1996. Перший матч українці зіграли в «суху» нічию зі збірною Словенії, другий виграли у збірної Естонії — 3:0.
Від 1996 до 1999 року — вдруге наставник національної збірної України. Тоді збірна мала у своєму складі чудових виконавців у всіх лініях: Андрія Шевченка та Сергія Реброва у нападі; Андрія Гусіна, Віталія Косовського у середині поля; Владислава Ващука, Олега Лужного і Юрія Дмитруліна в обороні та Олександра Шовковського у воротах. У відбірковій групі до чемпіонату світу 1998 Україна зайняла 2-е місце, фінішувавши попереду Португалії. Перше місце посіла Німеччина. Проте у плей-оф українці у двоматчі поступилися майбутнім «бронзовим» призерам хорватам — 0:2 у Загребі та 1:1 у Києві.
У кваліфікації до Євро 2000 Україна зайняла 2-ге місце у одній групі з Андоррою, Ісландією, Вірменією, Росією та Францією. Перед останнім туром ситуація в групі була такою: Україна — 19 очок, Росія і Франція — по 18. Переможець виходив до ЧЄ напряму, а друга команда мала грати у плей-оф. Французи грали вдома з Ісландією, а українці їхали до Москви. Тобто нічия у вирішальному матчі гарантувала принаймні місце у плей-оф. Росія тиснула і мала очевидну перевагу — завдяки рикошету після штрафного на 75-й хв. забив Валерій Карпін. Надії майже не було, але все змінив гол Андрія Шевченка — звичайний штрафний здалеку та із самої бокової лінії завершився голом. М'яч полетів не на голови партнерів, як, мабуть, очікував воротар господарів Олександр Філімонов, а у площину воріт. Голкіпер вийшов надто далеко і повертаючись не зафіксував м'яч та залетів з ним до воріт. Це сталося на 88-й хвилині. З того часу в Україні кожен подібний штрафний з лівого флангу називають «точкою Шевченка».
Турнірне становище по завершенні відбіркового турніру в 4-й групі на Чемпіонат Європи 2000 року
| Команда  | M  | В | Н | П  | МЗ | МП | О  |
| -------- | -- | - | - | -- | -- | -- | -- |
| Франція  | 10 | 6 | 3 | 1  | 17 | 10 | 21 |
| Україна  | 10 | 5 | 5 | 0  | 14 | 4  | 20 |
| Росія    | 10 | 6 | 1 | 3  | 22 | 12 | 19 |
| Ісландія | 10 | 4 | 3 | 3  | 12 | 7  | 15 |
| Вірменія | 10 | 2 | 2 | 6  | 8  | 15 | 8  |
| Андорра  | 10 | 0 | 0 | 10 | 3  | 28 | 0  |

Українці знову не зуміли пройти плей-оф, програвши Словенії — 1:2 на виїзді та 1:1 вдома. Цього разу фортуна повернула свій борг — на 83 хвилині першого матчу воротар Олександр Шовковський практично з бокової лінії невдало вибив м'яч на Миленко Ачимовича, який майже з центра поля забив у порожні ворота гол. Йожеф Сабо після нічиєї зі словенцями через нерви пішов з команди. У 2000 збірну очолив Валерій Лобановський.
Під орудою Сабо українці не зазнали жодної поразки в відбірній групі — 5 перемог і 5 нічиїх, з яких дві — з чинним чемпіоном світу, збірною Франції (двічі 0:0).

#### «Динамо» (Київ)
З 90-х років працює у «Динамо» (Київ) — спочатку головним тренером, а після повернення до Києва Валерія Лобановського — помічником тренера. Дебют на посаді головного тренера киян був короткий — в чемпіонаті Сабо тренував «Динамо» в двох матчах, під час виїзної нічиї з одеським «Чорноморцем» (1:1) і під час домашньої перемоги над «Буковиною» з рахунком 1:0, а в Кубку України тренер вивів команду спочатку до 1/8 фіналу, а потім до чвертьфіналу.
Надалі під орудою Сабо (2 пол. 1992, 1994, 1 пол. 1995—1996) команда завжди впевнено лідирувала в Чемпіонаті України, в сезоні 1995/1996 «Динамо» виграло золотий «дубль» — чемпіонат + Кубок України. Пам'ятним був розіграш Ліги чемпіонів УЄФА 1994/95. Тоді в груповому етапі «Динамо» здобуло лише одну перемогу, проте переможений був знову найпринциповіший суперник — московський «Спартак» (3:2 в Києві).
У 2004 році Сабо вчетверте очолює «Динамо». «Динамо» хоч і почало сезон перемогою в Суперкубку України, проте чемпіонат команда почала невдало, а в третьому кваліфікаційному раунді Ліги Чемпіонів в першому матчі кияни вдома програли турецькому «Трабзонспору» з рахунком 1:2. Йожеф Йожефович зумів поставити на ноги «розвалену» команду і в другому матчі «динамівці» виграли 2:0 і вийшли до групового турніру. Той сезон в Європі був одним з найкращих з часів Валерія Лобановського — в групі «Динамо» з 10 очками посіло третє місце і вийшло до 1/16 Кубку УЄФА. З поверненням Йожефа Сабо «Динамо» додало у класі, грало в «європейський» агресивний, атакувальний футбол. В 1/16 Кубку УЄФА «Динамо» програло іспанському «Вільярреалу» — після домашньої нічиєї 0:0 кияни поступилися в Іспанії з рахунком 0:2. Навесні рівень команди помітно знизився, у тренера з'явились конфлікти з футболістами, що і використав донецький «Шахтар» — чемпіонський титул «гірники» оформили ще за тур до закінчення чемпіонату України. Слабкою втіхою стала перемога в Кубку України. Після закінчення чемпіонату Йожеф Йожефович подав у відставку, посилаючись на стан здоров'я.
У 2007 році відомий своєю емоційністю та запальним характером тренер черговий раз очолив київське «Динамо» (прийнявши команду від Анатолія Дем'яненка), проте через погіршення стану здоров'я відійшов від керування за місяць. Цього разу роль спасителя Сабо не виконав — в Лізі чемпіонів УЄФА в обох матчах кияни зазнали поразки (домашні матчі з лісабонським «Спортінгом» — 1:2 та «Манчестер Юнайтед» — 2:4), а в Чемпіонаті України «Динамо» не тільки не піднялось на друге місце, а опинилося під загрозою втрати і третього місця, «завдяки» домашнім поразкам від абсолютного аутсайдера чемпіонату — «Нафтовик-Укрнафта» з рахунком 0:1 та від головного переслідувача — харківського «Металіста» з тим самим рахунком.
В ніч з 2 на 3 жовтня 2007 року у Сабо стався серцевий напад, внаслідок чого тренер був терміново відвезений до лікарні. Лікарям вдалося зберегти життя Йожефа Йожефовича, проте йому заборонили працювати у зв'язку зі слабким серцем.

## Титули та досягнення

### Гравця
- Чемпіон СРСР: 1961, 1966, 1967 і 1968.
- віце чемпіон СРСР: 1960, 1965, 1969.
- Кубок СРСР: 1964 та 1966.
- учасник чемпіонату світу 1962, 1966
- півфіналіст чемпіонату світу: 1966
- Бронзовий олімпійський призер: 1972
- фіналіст кубка кубків 1972.
- володар призу «за найкрасивіший гол» 1972.
- у списку 33 найкращих — 5 разів (двічі — № 1)

### Тренера
- Чемпіон України: 1994, 1996
- Кубок України: 1996 і 2005.

## Хронологія клубної роботи

### СРСР
| Клуб              | Сезон | Чемпіонат                    | Кубок       | Єврокубки | Підсумки сезону |
| ----------------- | ----- | ---------------------------- | ----------- | --------- | --- |
| «Зоря» (Луганськ) | 1977  | 9 місце                      | 1/2 фіналу  | —         | Перший сезон Йожефа Сабо у ранзі тренера. Клуб покидають лідери команди — Володимир Абрамов та Юрій Єлисеєв, а також молодий Сергій Андрєєв, зате команда грала впевнено. Як результат — «Зоря» закріпляється в середині турнірної таблиці і доходить до півфіналу Кубку СРСР. Перша тренерська зустріч з київським «Динамо» та давнім другом Валерієм Лобановським закінчується подвійною нічиєю з рахунком 1:1. |
| «СКА» (Київ)      | 1978  | 3 місце (2 зона другої ліги) | 1/16 фіналу | —         | Повернення тренера до Києва — як тренера армійського «СКА». Київський клуб впевнено наближається до перемоги в 2 зоні другої ліги та доходить до другого раунду Кубку СРСР — востаннє клуб дістається до такої стадії. Успіхи в армійському клубі побачив дніпропетровський «Дніпро», і запросив Йожефа Йожефовича.                                                                                               |

### Україна
| Клуб            | Сезон   | Чемпіонат | Кубок      | Єврокубки                                           | Підсумки сезону |
| --------------- | ------- | --------- | ---------- | --------------------------------------------------- | --- |
| «Динамо» (Київ) | 1994/95 | Чемпіон   | 1/4 фіналу | Груповий етап Ліги чемпіонів                        | «Динамо» продовжує лідирувати в чемпіонаті. Тотальне скуповування найкращих футболістів з цілої України. З'являються такі футболісти, як Сергій Ребров, Олександр Шовковський, Андрій Шевченко чи Юрій Дмитрулін — майбутні легенди клубу. Також з «Дніпра» приходять Юрій Максимов, Дмитро Михайленко, Євген Похлебаєв, Сергій Коновалов, Сергій Беженар, заграли запрошені із «Таврії» Олександр Головко та із «Ниви» Віталій Косовський. Нищівна поразка від мюнхенської «Баварії» в Лізі Чемпіонів змушує тренера звільнитися з посади. |
| «Динамо» (Київ) | 1995/96 | Чемпіон   | Кубок      | Груповий етап Ліги чемпіонів                        | «Динамо» потрапляє до групового турніру Ліги Чемпіонів, проте через підозру у корупції киян дискваліфіковують. Пізніше, після стару групового етапу команду реабілітовують. Вдруге в своїй історії «біло-сині» виграють український «дубль» — чемпіонство та перемога в Кубку України. |
| «Динамо» (Київ) | 1996/97 | Чемпіон   | 1/8 фіналу | Кваліфікація Ліги чемпіонів 1/32 фіналу Кубка УЄФА  | «Динамівці» провалюють єврокубковий сезон — після поразки киян в Кубку УЄФА від скромного швейцарського «Ксамаксу» Сабо покидає пост головного тренера, і пропонує на посаду Валерія Лобановського. Сам Йожеф Йожефович стає наставником збірної України. |
| «Динамо» (Київ) | 2004/05 | 2 місце   | Кубок      | Груповий етап Ліги чемпіонів 1/16 фіналу Кубку УЄФА | Сабо повертається до «Динамо». З важкої позиції кияни збергігають путівку до групового етапу Ліги Чемпіонів. В групі «В» кияни набирають 10 очок та посідають третє місце в групі, яке дає право продовжувати виступи в Кубку УЄФА. На зимовому тренувальному зборі Сабо вступає в конфлікт з футболістами. Як результат — «Динамо» вперше достроково програє чемпіонат України. Проблеми зі здоров'ям змушують Сабо піти з посади головного тренера.                                                                                       |

## Нагороди
- Орден «За заслуги» І ступеня Орден «За заслуги» І ступеня (2011).

## Цікаві факти
В 1994 році перед домашнім матчем Ліги чемпіонів з московським «Спартаком» гравці київського клубу заявили, що не будуть працювати з імпульсивним Сабо, який не раз використовував нераціональні методи. Із Росії до Києва вже їхав відомий український спеціаліст Євген Кучеревський, однак перемога над найпринциповішим суперником з рахунком 3:2 залишила Йожефа Сабо на посаді.